# Großbettlingen
Großbettlingen é um município da Alemanha, no distrito de Esslingen, na região administrativa de Estugarda , estado de Baden-Württemberg.